# HV 11423
HV 11423 è una stella di magnitudine +12,0 situata nella Piccola Nube di Magellano, visibile nella costellazione del Tucano. Si trova a circa 200000 anni luce dal sistema solare. 
È una delle più grandi e luminose della piccola galassia del Gruppo Locale, ed una delle stelle più grandi conosciute: il suo raggio infatti è stato stimato essere circa un migliaio di volte superiore a quello solare.

## Caratteristiche fisiche
HV 11423 è una supergigante rossa di tipo spettrale M0Iab. È una stella variabile la cui classe spettrale muta, così come la sua temperatura superficiale, a distanza di mesi: mentre nel dicembre 2004 era catalogata di classe K0 un anno dopo è stata classificata di classe M4, per poi tornare alla K0 nel settembre 2006. Quando è di tipo M4 la sua temperatura la situa al di fuori del limite di Hayashi, in una regione del diagramma Hertzsprung-Russell nel quale la stella non sarebbe più in equilibrio idrostatico. Si suppone che in questo stato la stella debba recuperare velocemente l'equilibrio perso e questo spiega perché a distanza di pochi mesi torni ad aumentare la temperatura e a cambiare tipo spettrale. Anche il raggio stellare varia al mutare della temperatura, passando da 1000 a 960 R☉, quando la temperatura aumenta e la stella passa dal tipo M al K, e viceversa. La stella varia di un paio di magnitudini nella banda V, quella sostanzialmente visibile all'occhio umano, ma è sostanzialmente stabile nella banda K del vicino infrarosso. La magnitudine bolometrica è al massimo -9,1, il che significa che la stella è 300.000 volte più luminosa del Sole.
Si pensa che la stella, che sta passando una fase evolutiva piuttosto instabile con grande perdita di massa, sia ormai giunta nelle ultimissime fasi della propria esistenza.